# Syrphoctonus daschi
Syrphoctonus daschi är en stekelart som beskrevs av Diller 1984. Syrphoctonus daschi ingår i släktet Syrphoctonus och familjen brokparasitsteklar. Inga underarter finns listade i Catalogue of Life.